# Michael Zimmermann (Künstler)

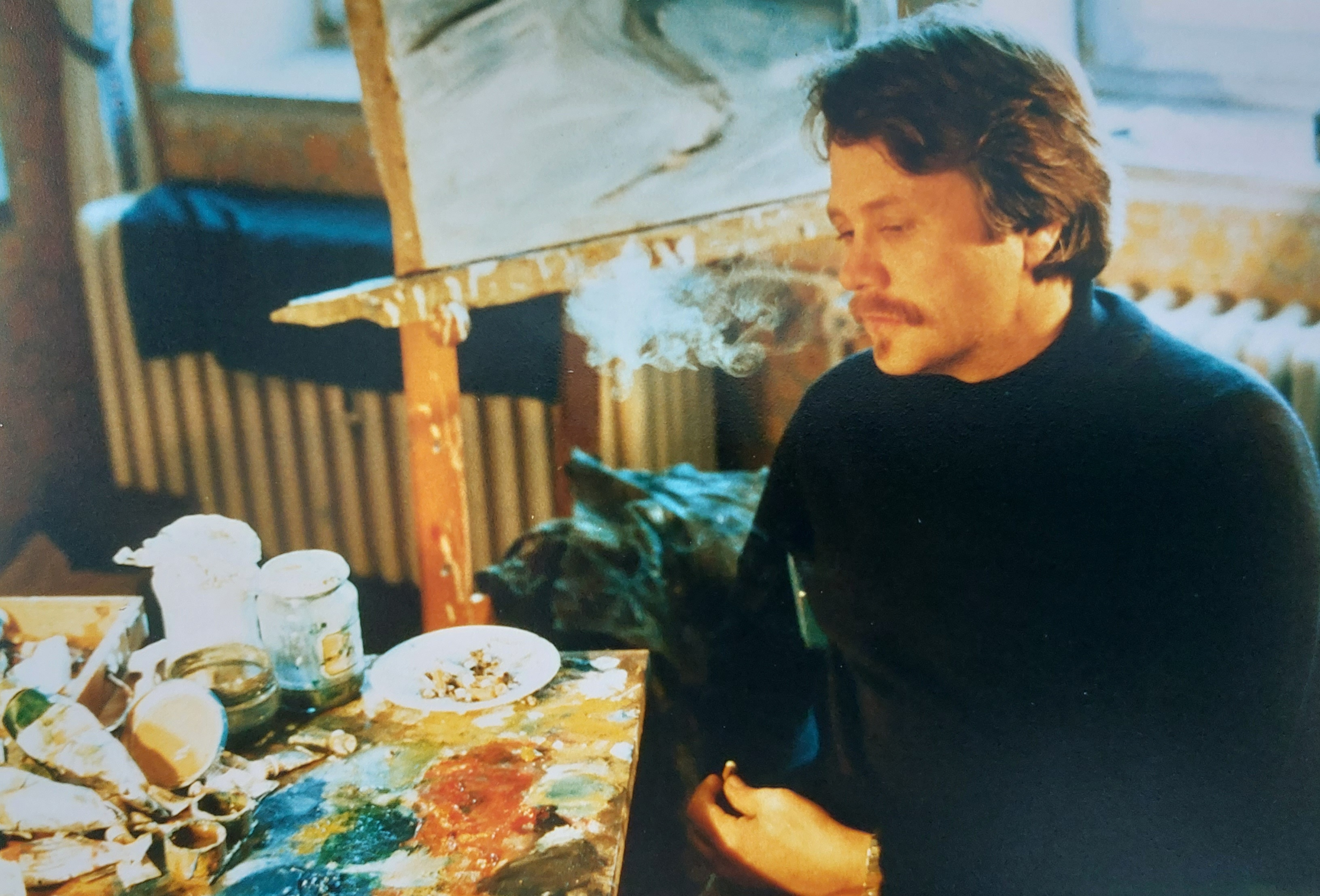
Michael Zimmermann, 1985

Michael Zimmermann (* 26. Juni 1946 in Sonthofen) ist ein Maler.

## Leben
Michael Zimmermann ist der Sohn hanseatischer Eltern. Seine Familie stammt aus Hamburg, Nordfriesland und Danzig. Er begann sein künstlerisches Schaffen im Alter von neun Jahren bei einem Besuch seiner Familie auf der Insel Föhr. Dort kam er in Kontakt mit dem deutschen Maler Gustav Mennicke. Er stellte ihm den Kontakt zu Paul Berger-Bergner her, bei dem Michael Zimmermann ab 1966 bis 1970 in Mannheim studierte.
Früh in seinem Leben beschloss Zimmermann, seine Arbeit in geschlossene Werkprojekte einzuteilen. Dies führte unter anderem dazu, dass er sich für Monate am Stück, manchmal auch länger, an bestimmten Orten niederließ, um sich dort einem Thema zu widmen. Nach der Vollendung eines Freskos in der Stadtkirche St. Joseph in Speyer, zog er im Winter 1985 auf die Hallig Hooge und im selben Jahr noch auf die Insel Bali. Von 1987 bis 1989 lebte er auf Jamaika, wo er als Künstler arbeitete und unterrichtete. Danach folgte ein weiterer Aufenthalt auf einer Hallig, diesmal Langeneß, bevor er die Zeit von 2004 bis 2010 in Thailand verbrachte.
2001 illustrierte Michael Zimmermann das von Rico Nestmann geschriebene Kinderbuch Leander der Robbenkönig. Seit 2010 lebt er in Greifswald.

## Werk

### Hallig Hooge („Mensch und Landschaft im Wechsel von Ebbe und Flut“)
Ein bedeutendes Ereignis in Zimmermanns künstlerischer Entwicklung war sein Hallig-Aufenthalt im Jahr 1985. Unter dem Titel Mensch und Landschaft im Wechsel von Ebbe und Flut reiste Zimmermann im Januar auf die Hallig Hooge. Dort richtete er sich in der Kirchwarft ein kleines Atelier ein. Am zweiten Tag des Aufenthaltes stellte die Fähre, welche die Hallig mit dem Festland verband, ihren Dienst ein, da sich ein Eisgürtel um die Hallig gelegt hatte. Zimmermann blieb zehn Wochen und studierte den Wechsel von Ebbe und Flut, die Weite der Landschaft, die Formationen der Eisschollen und das Toben des Sturms und der Wellen. Es entstand eine Reihe an Farb- und Bewegungsstudien zu Vögeln, Pferden und vor allem Eisformationen in einem abstrakt-expressionistischem Malstil.

### Hallig Langeneß („Schimmelreiter, Vision und Utopie - Hauke Haien“)
Im Winter 2001 entschied sich Zimmermann dazu, erneut für mehrere Wochen auf einer Hallig zu arbeiten und reiste dafür nach Langeneß. Dort knüpft er an seinen zuvor erarbeiteten malerischen Stil an und entwickelt ihn weiter. Thematisch widmete er sich nicht nur dem Menschen und der Landschaft im Allgemeinen, sondern versuchte stattdessen den Alltag auf einer Hallig, die Arbeit am Deich und bei der Landgewinnung, sowie die isolierte Gemeinschaft und seine eigenen Lebenserfahrungen in den Kontext von Theodor Storms Novelle Der Schimmelreiter zu setzen. 
Bereits Jahre vor dem Arbeitsbeginn am Bildzyklus recherchierte Zimmermann den Hintergrund der Novelle, las Sekundärliteratur, sammelte Zeitungsartikel und schrieb selbst kleine Zusammenfassungen und Notizen. Dabei stellte er charakterliche als auch biografische Gemeinsamkeiten zwischen sich selbst und Storms Protagonisten Hauke Haien fest. In seinem jungen Erwachsenenalter hatte Zimmermann einige Zeit als Fischer gearbeitet und später half er bei der Instandhaltung von Deichen. Er erlebte „Land unter“ und Sturmfluten und traf in seinem Künstlerleben, wie auch Hauke Haien bei seinen Vorhaben, auf Widerstände und veraltete Denkweisen.
Für das Werkprojekt Schimmelreiter, Vision und Utopie - Hauke Haien stellte sich Zimmermann die Frage: „Wer ist Hauke Haien? Für was steht er und was ist sein Konflikt?“ Als Antwort entstanden etwa 1000 künstlerische Arbeiten auf Papier, Holz und Leinwand in den unterschiedlichsten Techniken.
2022 schenkte Michael Zimmermann den gesamten Schimmelreiter-Bildzyklus dem Literaturmuseum „Theodor Storm“ in Heilbad Heiligenstadt. Zwischen dem 12. März und dem 10. September 2023 ist dort eine Auswahl der Werke in der Ausstellung „Michael Zimmermann: Der Schimmelreiter und ich“ zu sehen.

## Ausstellungen
- 1989: New York, Jamaican Art
- 1991: Husum, Zwiesprache mit einer Landschaft - Nordfriesland[9]
- 1995–1996: Retrospektive Wanderausstellung in Sigmaringen, Mannheim und Itzehoe
- 1999: Sassnitz auf Rügen, Aufstand der Fischer von St. Barbara
- 2003 Stralsund, Mythos Schimmelreiter - Rückkehr des Deichgrafen[10]
- 2007: Phuket Town, Thailand
- 2008: Greifswald, Erdenboot auf Lichtweg und Bilder aus dem thailändischen Leben
- 2021: Greifswald, Naturleben in Nordfriesland
- 2023: Heilbad Heiligenstadt, Michael Zimmermann: Der Schimmelreiter und ich[11]

## Publikationen
- Zwiesprache mit einer Landschaft: Der Maler Michael Zimmermann in Nordfriesland. Breklumer Verlag, Breklum 1991.[4]